# Chutes de la Mac-Mac
Les chutes de la Mac-Mac sont des chutes d'eau situées près de Sabie, dans la province de Mpumalanga, en Afrique du Sud.